# 1980年夏季奥林匹克运动会自行车比赛
1980年夏季奥林匹克运动会自行车比赛于1980年7月20日至26日在苏联莫斯科举行，比赛共设六个小项，全部都为男子项目，其中场地赛在克雷拉茨自行车馆进行，公路赛团体计时赛在莫斯科-明斯克高速公路进行。

## 奖牌榜

### 公路
| 项目       | 金牌                                                                          | 银牌                                                                                | 铜牌                                                                                            |
| 个人公路赛 | Sergei Sukhoruchenkov · 苏联（URS）                                           | 切斯瓦夫·兰格 · 波兰（POL）                                                         | Yuri Barinov · 苏联（URS）                                                                      |
| 团体计时赛 | 苏联（URS） · Yury Kashirin · Oleg Logvin · Sergei Shelpakov · Anatoly Yarkin | 东德（GDR） · 法尔克·博登 · Bernd Drogan · 奥拉夫·路德维希 · 汉斯-约阿希姆·哈特尼克 | 捷克斯洛伐克（TCH） · 米哈尔·克拉萨 · 弗拉斯季博尔·科内奇尼 · 阿利皮·科斯塔迪诺夫 · 伊日·什科达 |

### 场地
| 项目        | 金牌                                                                                                   | 银牌                                                                              | 铜牌                                                                              |
| 个人追逐赛  | Robert Dill-Bundi · 瑞士（SUI）                                                                        | Alain Bondue · 法国（FRA）                                                        | Hans-Henrik Ørsted · 丹麦（DEN）                                                  |
| 团体追逐赛  | 苏联（URS） · 维克托·马纳科夫 · Valery Movchan · Vladimir Osokin · Vitaly Petrakov · Aleksandr Krasnov | 东德（GDR） · Gerald Mortag · 乌韦·翁特瓦尔德 · 马蒂亚斯·维甘德 · 福尔克尔·温克勒 | 捷克斯洛伐克（TCH） · 特奥多尔·切尔尼 · 马丁·彭茨 · 伊日·波科尔尼 · 伊戈尔·斯拉马 |
| 竞速赛      | 卢茨·黑斯利希 · 东德（GDR）                                                                            | Yavé Cahard · 法国（FRA）                                                         | Sergei Kopylov · 苏联（URS）                                                      |
| 1公里计时赛 | 洛塔尔·汤姆斯 · 东德（GDR）                                                                            | Aleksandr Panfilov · 苏联（URS）                                                  | David Weller · 牙买加（JAM）                                                      |

## 参赛国家
| - （10） - 奥地利（6） - 比利时（12） - 巴西（6） - 保加利亚（6） - 喀麦隆（6） - 古巴（3） - 捷克斯洛伐克（11） - 丹麦（11） |  | - 东德（13） - 厄瓜多尔（4） - 埃塞俄比亚（8） - 芬兰（5） - 法国（9） - 英国（12） - 圭亚那（2） - 匈牙利（10） |  | - 爱尔兰（3） - 意大利（10） - 牙买加（2） - 黎巴嫩（2） - 利比亚（7） - 马耳他（4） - 蒙古（5） - 荷兰（7） - 波兰（11） |  | - 罗马尼亚（2） - 圣马力诺（2） - 苏联（13） - 瑞典（6） - 瑞士（10） - 委内瑞拉（5） - 南斯拉夫（4） - 津巴布韦（3） |

## 各国奖牌榜
*   主办国家/地区（苏联）
| 排名                | 代表团              | 金牌 | 銀牌 | 銅牌 | 总计 |
| ------------------- | ------------------- | ---- | ---- | ---- | ---- |
| 1                   | 苏联*               | 3    | 1    | 2    | 6    |
| 2                   | 东德                | 2    | 2    | 0    | 4    |
| 3                   | 瑞士                | 1    | 0    | 0    | 1    |
| 4                   | 法国                | 0    | 2    | 0    | 2    |
| 5                   | 波兰                | 0    | 1    | 0    | 1    |
| 6                   | 捷克斯洛伐克        | 0    | 0    | 2    | 2    |
| 7                   | 丹麦                | 0    | 0    | 1    | 1    |
| 7                   | 牙买加              | 0    | 0    | 1    | 1    |
| 总计（共8个代表团） | 总计（共8个代表团） | 6    | 6    | 6    | 18   |